# Crown for Christmas
Crown for Christmas (bra: Um Natal Coroado; prt: Uma Coroa pelo Natal) é um telefilme que foi ao ar no Hallmark Channel em 27 de novembro de 2015, estrelado por Danica McKellar.

## Premissa
Allie Evans (Danica McKellar) é uma empregada de hotel americana que foi demitida por não ter um quarto de hóspedes importante pronto a tempo. Ao ouvi-la ser demitida, um patrono do hotel fez com que seu servo Fergus (Pavel Douglas) a contratasse para ser uma governanta para a filha de seu empregador no país de Winshire. Quando Allie aceita e chega ao país, ela descobre que o empregador de Fergus é o rei Maximillian (Rupert Penry-Jones) e que sua filha é a princesa Theodora (Ellie Botterill) que se tornou travessa desde a morte de sua mãe. Como Allie trabalha para Theodora, ela faz amizade com os outros membros da equipe enquanto o rei Maximillian é arranjado pelo Chanceler Riggs (Colin McFarlane) para se casar com a Condessa Celia (Alexandra Evans). Embora Theodora tenha algumas objeções a isso, ela acha que Allie seja a mulher ideal.

## Elenco
- Danica McKellar como Allie Evans
- Rupert Penry-Jones como Rei Maximillian
- Ellie Botterill como Princesa Theodora
- Cristian Bota como Carter
- Alexandra Evans como Condessa Celia
- Pavel Douglas como Fergus
- Amy Marston como Senhorita Wick
- Colin McFarlane como Chanceler Riggs
- Emma Sutton como Sra. Claiborne